# Gobiocichla wonderi
Gobiocichla wonderi és una espècie de peix de la família dels cíclids i de l'ordre dels perciformes.
Adults, poden assolir 6,2 cm de longitud total. Tenen 33 a 35 vèrtebres: 33-35. Mengen principalment algues aferrades a les roques. És una espècie de clima tropical que viu al riu Níger a Àfrica.